# تيودور كوخر
إميل تيودور كوخر (Emil Theodor Kocher) جراح سويسري يعد من رواد الجراحة المعدودين. ولد في العاصمة السويسرية برن في 25 أغسطس 1841 وتوفي في 27 يوليو 1917، حصل على  جائزة نوبل في الطب عام 1909. من بين إنجازاته العدة، تقديم وتطوير الجراحة العقيمة والطرق العلمية في الجراحة، وتحديدًا تقليص حالات الوفيات بسبب استئصال الغدة الدرقية إلى أقل من 1% في عملياته. كان تيودور كوخر عضو ملتزم في الكنيسة المورافية البروتستانتية. كان أول مواطن سويسري وأول جراح يحصل على جائزة نوبل. اعتُبر رائدًا وقائدًا في مجال الجراحة في ذلك الوقت.

## سيرته المهنية
كانت دعوته ليكون أستاذًا متفرغًا في جامعة برن وهو بعمر الثلاثين أول خطوة كبيرة في مسيرته المهنية. خلال الخمسة والأربعين عامًا التي عمل فيها كأستاذ في الجامعة، أشرف على إعادة بناء مشفى برن الجامعي الشهير، نشر 249 مقالة بحثية ومنهم كتب أيضًا، ودرّب عددًا كبيرًا من الأطباء وعالج آلاف المرضى. قدم مساهمات مهمة في مجالات الجراحة التطبيقية وجراحة الأعصاب، وخصوصًا جراحة الغدة الدرقية والغدد الصم. تلقى لعمله -من بين التشريفات الأخرى- جائزة نوبل في الطب أو علم وظائف الأعضاء. وفقًا لأشر، تحول مجال الجراحة بشكل جذري في زمان تيودور كوخر وستبني الأجيال اللاحقة على الأساسات التي أنشأها كوخر –إذا أراد مؤرخ مستقبلي أن يصف وضع الجراحة في بداية القرن العشرين، يكفي أن يذكر كتاب تقنية الجراحة لكوخر.
ساهمت ثلاث عوامل رئيسية في نجاح كوخر كجراح، وفقًا للمؤرخ بونجور (1981). كان العامل الأول استخدام صادات حيوية (مطهرات) للجروح بعد العمليات للمرضى لوقايتهم من حدوث الالتهابات والموت المحتمل. كان العامل الثاني، وفقًا لإيغيش هينتشه متابعته الدائمة للتخدير إذ استخدم أقنعة خاصة واستخدم لاحقًا التخدير الموضعي لجراحات تضخم الغدة الدرقية التي قلصت أو أزالت مخاطر التخدير العام. بالنسبة للعامل الثالث، يقول هينتشه أن كوخر تمكن من تخفيف النزف أثناء العملية لأقل قدر ممكن. وأنه كان يسيطر حتى على أصغر مصدر للنزف خلال الجراحة ويحول دون حدوثه، لأنه فكر أساسًا أن تحلل الدم سيشكل خطرًا حدوث التهابات عند المريض.

### بداياته المهنية
حصد تقديرًا عالميًا لطريقته بإعادة توضع الكتف المخلوع، التي نُشرت عام 1870. كانت العملية الجديدة أقل ألمًا بكثير وآمنة أكثر من الإجراءات التقليدية، ويمكن أن يجريها طبيب واحد فقط. طوّر كوخر العملية من خلاله معرفته بعلم التشريح. في نفس الفترة، درس كوخر أيضًا حالة جروح الناجمة عن الطلقات النارية وكيف يمكن أن تسبب كسورًا في العظام. من هذه الدراسات ألقى محاضرة علنية (للعامة) عام 1874 تحت عنوان تطويرالأعيرة النارية من منظور الإنسانية، ومسودة كتاب عام 1875 حول التأثير الانفجاري لرصاصات البندقية الحربية الحديثة. أظهر أن أعيرة الرصاصات الصغيرة أقل ضررًا وأوصى باستخدام طلقات ذات سرعة أقل.

### نقل مشفى برن الجامعي والدعوة إلى براغ
حالما أصبح كوخر أستاذًا، أراد أن يضفي طابع الحداثة على الممارسات الطبية لمشفى برن الجامعي. لاحظ أن البناء القديم لا يرتقي لمعايير الحداثة وكان صغيرًا جدًا – يبحث نصف المرضى عن عناية طبية، وهو أمر يجب تغييره. في ربيع عام 1878، زار عدد من المؤسسات حول أوروبا لتقييم الأساليب الجديدة المستخدمة في المشافي وتطبيقها في برن إذا أمكن الأمر. كتب ملاحظاته في تقرير مطوّل لحكومة برن، مُفيدًا بتعليمات حول التفاصيل المعمارية حتى. في خطاب أجراه يوم 15 نوفمبر عام 1878، أعلم الرأي العام بالحاجة الملحة لبناء مشفى جديد. في النهاية، استخدم دعوته إلى براغ للضغط على الحكومة: سيبقى في برن، إذا ضمن، إما الحصول على 75 سرير في المبنى الجديد أو الحصول على المال لزيادة المرافق في المبنى القديم. في النهاية، وفي شتاء عام 1884/1885 انتهى البناء الجديد وأصبح بالإمكان نقل مشفى برن الجامعي.

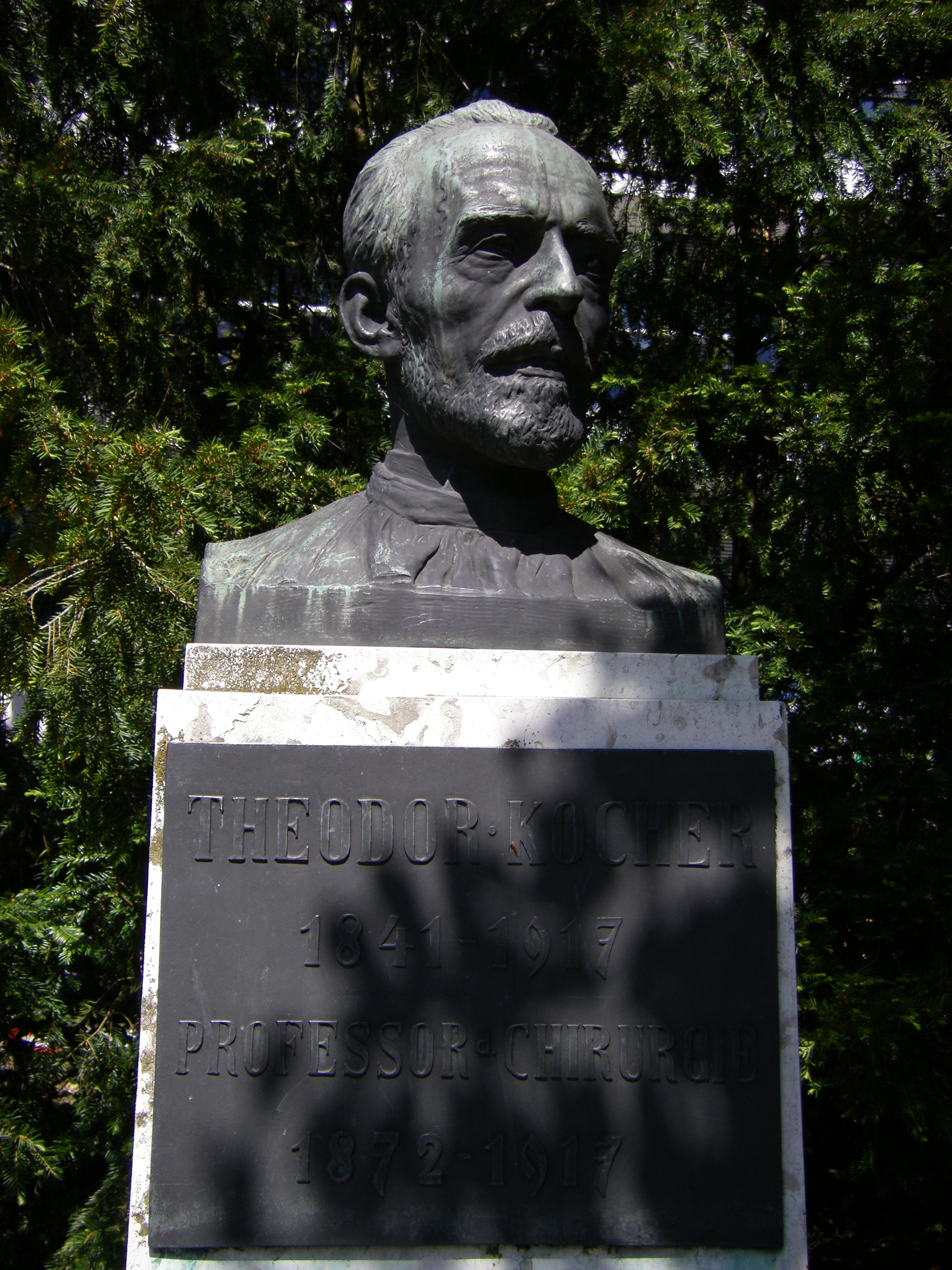
تمثال نصفي لثيودور كوشر

في ذلك الوقت، امتلكت براغ ثالث أكبر مشفى جامعي بين الدول المتحدثة باللغة الألمانية وكان شرفًا كبيرًا لكوخر حين تلقى دعوةً كأستاذ في براغ في ربيع عام 1880. العديد من زملائه، خصوصًا العالميين، حثوه على القبول، بينما ترجاه أطباء برن وزملاؤه للبقاء. استخدم كوخر هذه الدعوة ليطلب تحسينات معينة للمشفى الجامعي من حكومة برن. قبلوا كل طلباته، وعدته الحكومة بالبدء ببناء المشفى الجامعي الجديد في السنة القادمة، وزيادة رصيده للمعدات الجراحية والكتب لألف فرنك وزيادة عدد الأسرّة في المشفى الجامعي الجديد. وبهذا، قرر كوخر البقاء وشكره العديد من الطلاب والأخصائيين السويسريين وفي برن لذلك. أشار إلى أن حبه لطلابه هو أحد الأسباب الرئيسية التي دفعته للبقاء. نظم طلاب الجامعة مسيرة بالمشاعل في 8 يونيو عام 1880 تكريمًا له.

### الجراحة المعقمة
ليس واضحًا فيما إذا عرف كوخر جوزف ليستر بشكل مباشر أم لا، ليستر الذي كان سبّاقًا في استخدام طريقة التعقيم (استخدام الوسائل الكيميائية للقضاء على البكتيريا)، لكن تبادل كوخر المراسلات معه. عرف كوخر أهمية التقنيات التعقيمية منذ البداية، وقدمها لزملائه في وقتٍ عُدّ هذا الأمر ثوريًا. ربط كوخر في تقرير من المشفى من عام 1868، نسب الوفيات المنخفضة مباشرةً «لطريقة ليستر التعقيمية في تضميد الجرح» وكان بإمكانه لاحقًا كمدير للمشفى أن يطلب الالتزام الشديد بتقنيات التعقيم هذه.
وصف المؤرخ بونجور (1981) كيف أن مساعدي كوخر كانوا قلقين حول التهاب الجرح لخوفهم من الاضطرار لشرح فشلهم لكوخر بنفسه. جعل كوخر التحقق من سبب كل حالة التهاب للجرح وإزالة كل مصدر محتمل لهذا الالتهاب مسألة مبدأ، منع أيضًا مجيء الزوار لعملياته لهذا السبب.
نشر أعمالًا عديدة حول العلاج العقيم والجراحة.

### إسهاماته في جراحة الأعصاب
أسهم أيضًا بشكل كبير في مجال علم الأعصاب وجراحتها. في هذا الحقل، كان بحثه رائدًا وشمل مجالات الارتجاج الدماغي وجراحة الأعصاب والضغط داخل القحف. وأكثر من ذلك، بحث في العلاج الجراحي للصرع ورضوض القحف والنخاع الشوكي. وجد أنه في بعض الحالات، كان عند مرضى الصرع ورم في الدماغ والذي يمكن إزالته جراحيًا. افترض أن الصرع كان بسبب زيادة في الضغط داخل القحف واعتقد أن تفريغ السائل الدماغي الشوكي يمكنه علاجه.
جاء الجراح الياباني هايازو إيتو إلى برن عام 1896 لإجراء بحث تجريبي على الصرع. اهتم كوخر بشكل خاص بالضغط داخل القحف من خلال الصرع المحرض تجريبيًا وبعد عودة إيتو إلى اليابان، أجرى أكثر من مئة عملية جراحية على مرضى الصرع.
أمضى الجراح الأميركي هارفي كوشينغ عدة أشهر في مختبر كوخر عام 1900، مجريًا جراحة دماغية، واكتشف هناك لأول مرة ما يُسمى بمنعكس كوشينغ الذي يصف العلاقة بين ضغط الدم والضغط داخل القحف. وجد كوخر لاحقًا أن جراحة قطع القحف كانت وسيلة فعالة في تخفيض الضغط داخل القحف.
في كتابه حول الجراحة، خصص كوخر 141 صفحة من أصل 1060 لجراحة الجهاز العصبي. تضمنت سبلًا لسبر الدماغ وتخفيف الضغط فيه.

### إسهاماته في جراحة الغدة الدرقية
اعتبرت جراحة الغدة الدرقية، التي كانت تُجرى بشكل أساسي كعلاج لتضخمها مع استئصال كامل لها إذا أمكن، عملية خطرة عندما بدأ كوخر بعمله. قدر البعض نسب الوفيات المتعلقة باستئصال الغدة الدرقية بنحو 75% عام 1872. في الواقع، كان يُعتقد أن هذه العملية واحدة من أخطر العمليات وفي فرنسا كان إجراؤها ممنوعًا من قِبل أكاديمية الطب في وقتها. من خلال أساليب جراحية تطبيقية حديثة، مثل استخدام المطهرات في التعامل مع الجرح وتقليل النزف، وأسلوب كوخر الدقيق والمتأني في العمل، تمكن من تقليص نسب الوفيات في عملياته من النسبة المنخفضة أساسًا 18% (مقارنةً بالمعايير في وقتها) إلى أقل من 0.5% بحلول عام 1912. في ذلك الوقت أجرى كوخر أكثر من 5000 عملية استئصال جزئي للدرقية.

## روابط خارجية
- تيودور كوخر على موقع الموسوعة البريطانية (الإنجليزية)
- تيودور كوخر على موقع إن إن دي بي (الإنجليزية)